# ドネツィク州
- ドネツィク州
- ドネツク州

ドネツィク州
Донецька область

2022年ロシアのウクライナ侵攻におけるロシアによるドネツク州占領∶
占領されていないウクライナの領土
占領から解放されたウクライナの領土
ロシアの占領地域
2014年以降のドネツク人民共和国またはロシアの実効支配地域

ドネツィク州（ドネツィクしゅう、ウクライナ語: Донецька область）は、ウクライナの州の一つ。州都はドネツィクであるが、分離・独立派による同地の行政庁舎の占拠により、一時的にマリウポリ、後にクラマトルスクに移している。日本外務省はドネツク州と呼んでいる。ロシア語名はドネツク州。2022年9月にロシアが一方的に併合を宣言した（ロシアによるウクライナ4州の併合宣言）。

## 地理
| 母語話者（ドネツィク州） 2001 | 母語話者（ドネツィク州） 2001 | 母語話者（ドネツィク州） 2001 | 母語話者（ドネツィク州） 2001 | 母語話者（ドネツィク州） 2001 |
| ----------------------------- | ----------------------------- | ----------------------------- | ----------------------------- | ----------------------------- |
|                               |                               |                               |                               |                               |
| ウクライナ語                  | ウクライナ語                  |                               | 24.1%                         | 24.1%                         |
| ロシア語                      | ロシア語                      |                               | 74.9%                         | 74.9%                         |

ドネツィク州は、ウクライナの東南、ドネツィク高地、アゾフ海低地とドニプロ低地の一部の地域に広がっている。東はウクライナのルハーンシク州とロシアのロストフ州、西はザポリージャ州とドニプロペトロウシク州、北はハルキウ州に接し、南はアゾフ海に面している。
約300メートルの高さを持つドネツィク高地はドネツィク州の北東に位置し、河川と谷々で刻まれている。西に行くと、高地はドニプロ低地に変わり、南に向かうと、高地はアゾフ海低地に変更する。
ドネツィク州は草原地帯を中心に位置している。最高地点は331メートルのモフィーラ・ホーストラ古墳である。
気候は大陸性気候である。1月の平均気温は-5度、7月の平均気温は22度となっている。平均降水量は500ミリメートルである。
ドネツィク州には石炭（250億トン）、岩塩、石灰岩、耐火粘土、水銀、白亜などの資源がある。その資源はドネツィク石炭地区、スラヴャンスク岩塩地区、ノヴォライシク耐火粘土地区、チャシウ・ヤール耐火粘土地区などを中心に採掘されている。

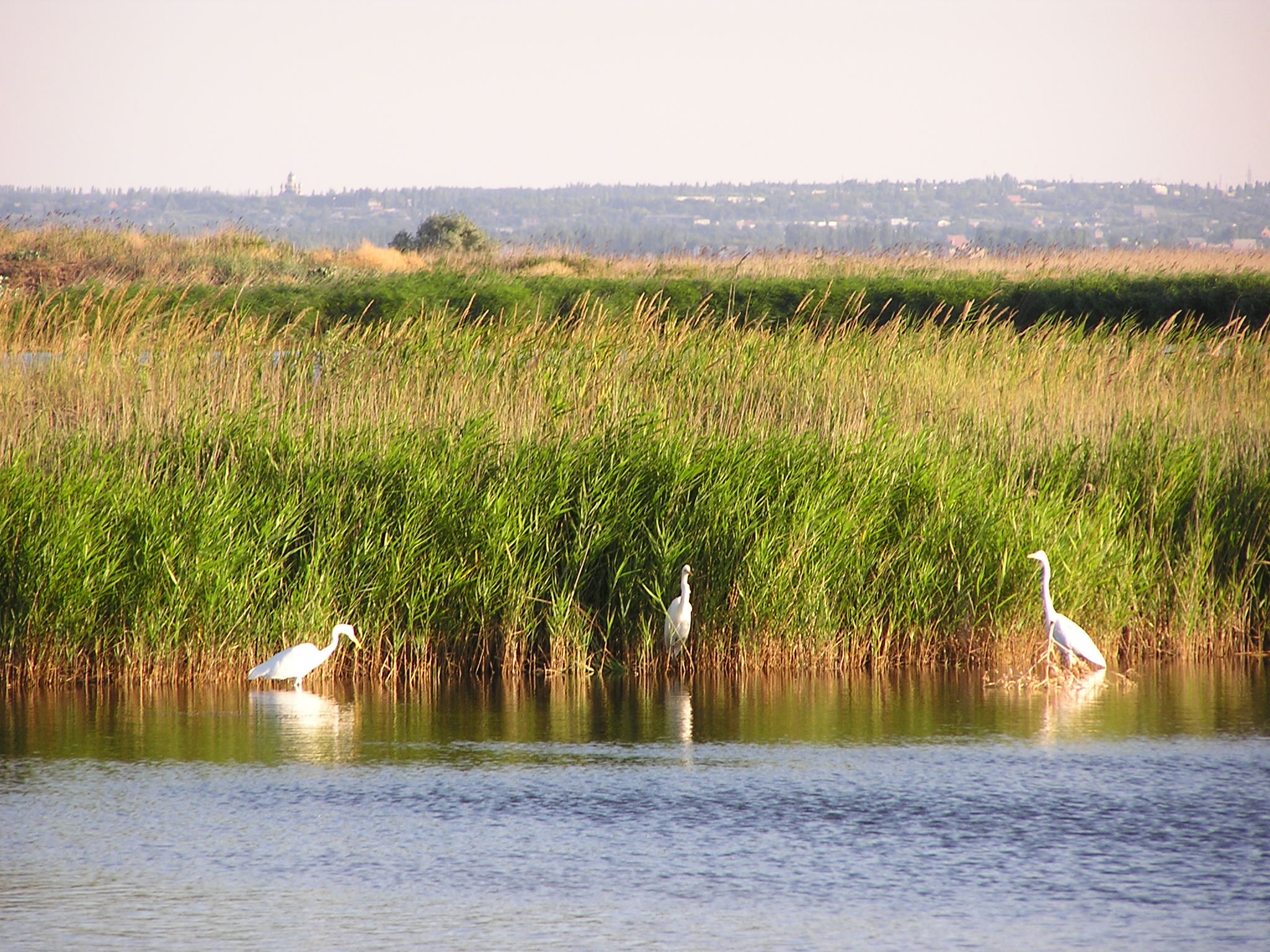
アゾフ海の自然。ビロサライ岬。
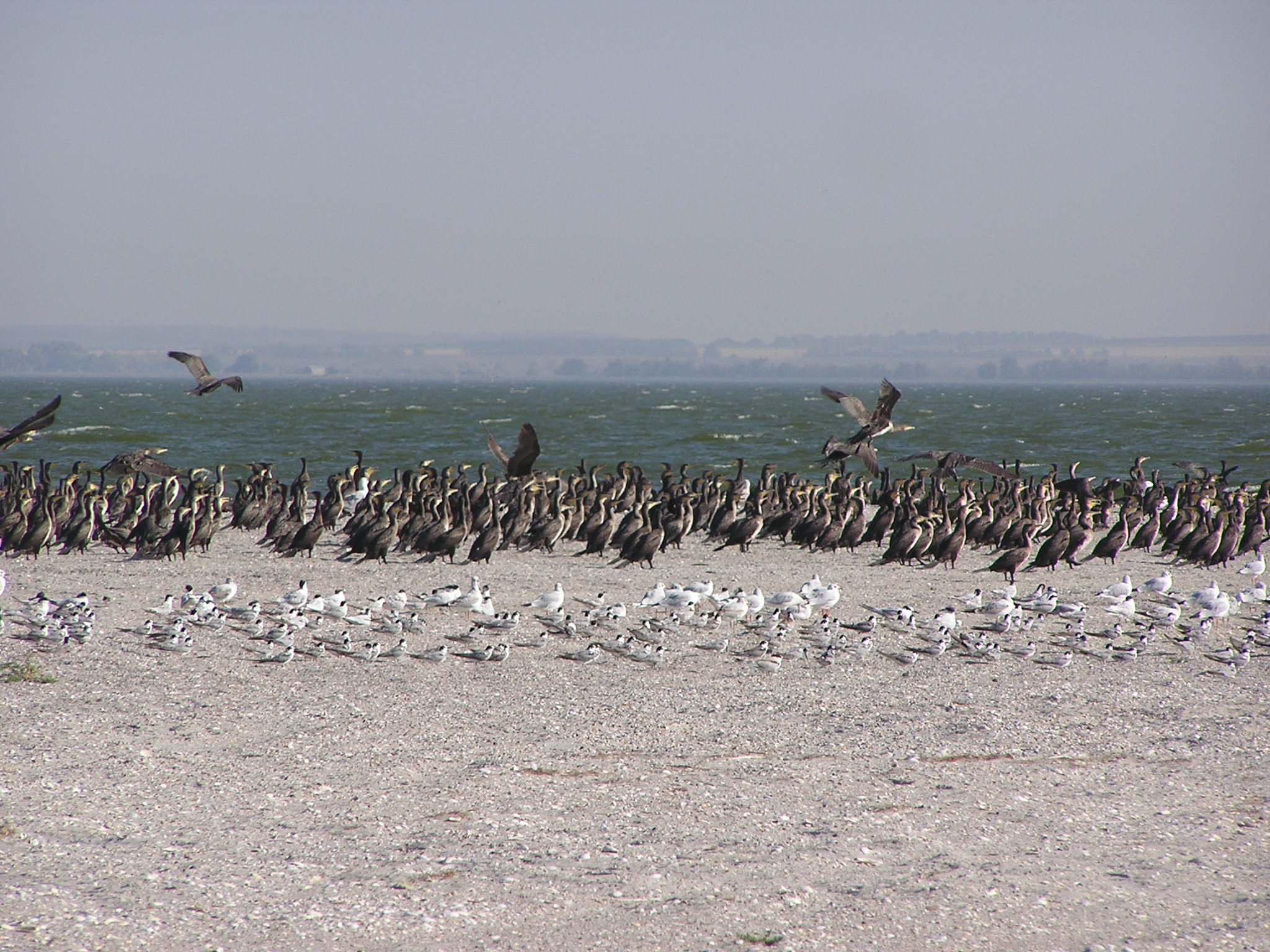
アゾフ海の自然。ビロサライ岬。
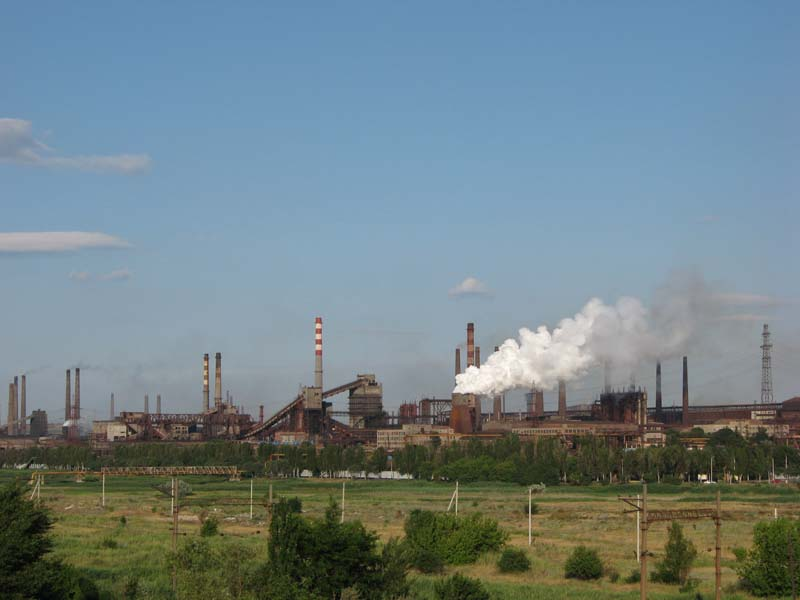
マリウポリの工業地帯。

## 歴史
- 紀元前8世紀 ‐ 3世紀：遊牧民のスキタイの時代。
- 紀元前3世紀 - 4世紀：遊牧民のサルマタイの時代。
- 4世紀 - 5世紀：遊牧民のフン族の時代。
- 7世紀 - 8世紀：遊牧民のアラン人の時代。
- 9世紀 - 11世紀：遊牧民のペチェニーヒ人の時代。
- 11世紀 - 13世紀：遊牧民のクマン人の時代。
- 13世紀 - 15世紀：遊牧民のモンゴル人の時代。
- 15世紀：モスクワ大公国、クリミア・ハン国、ザポロージャ・コサック軍、ドン・コサック軍との国境地帯となる。
- 16世紀 - 18世紀：ウクライナ・コサックによる植民地化が行われる。
- 1774年 ‐ 1917年：ロシア帝国の時代。ロシア人などによって植民地化が行われる。現ドネツィク州の地域は、1783年にエカテリノスラフ県とドン・コサック軍州との間に分断される。ドネツィク地方は次第に重工業地区として発展していく。
- 1917年 ‐ 1919年：ウクライナ内戦の時代。ウクライナ人民共和国、ウクライナ国、ドネツィク＝クルィヴィーイ・リーフ共和国、白軍の政権が交代し、1919年にボリシェヴィキ系のウクライナ社会主義ソビエト共和国の領土となる。
- 1920年3月23日：ウクライナ社会主義ソビエト共和国のドネツク県が設置される。
- 1932年7月2日：ウクライナ社会主義ソビエト共和国のドネツク州が設置される。
- 1938年6月3日：ドネツク州は分割され、スターリン州とヴォロシロヴフラード州が創立される。
- 1941年 - 1943年：ナチス・ドイツの占領期。1943年9月にソ連赤軍によって奪回される。
- 1961年11月9日：スターリノがドネツクに改名されたことにより、スターリン州もドネツク州に改名される。
- 1991年：ウクライナの独立によってドニプロペトロウシク州が設置される。
- 2014年4月7日：ドネツィクの州庁舎を占拠していた親ロシア派のデモ隊が「ドネツク人民共和国」の樹立を宣言した。指導者の1人は、5月11日までに共和国樹立の是非を問う住民投票の実施を要請した。
- 2014年6月13日：ドネツィク州の行政機能をドネツィクからマリウポリに一時的に移すことを決定[2]。
- 2014年10月11日：行政機能をクラマトルスクに移転。
- 2022年9月30日：ロシアが併合を宣言（2022年ロシアのウクライナ侵攻）[5]。
- 2023年9月8日：併合宣言後、初めてとなるロシアの統一地方選挙。州内でも投票が行われた[6]。

## 市町村

### 市
1. アウディーイウカ（Авдіївка）
2. アムウローシイウカ（Амвросіївка）
3. アルテーモヴェ（Артемове）
4. ヴフレダール（Вугледар）
5. ヴフレヒルスク（Вуглегірськ）
6. ヴォルノヴァーハ（Волноваха）
7. エナキエヴェ
8. クラマトルシク
9. シヴェルシク
10. スヴャトヒルシク
11. スビトロダルスク
12. スニジネ
13. スラヴャンスク
14. ソレダル
15. ドルジュキウカ
16. バフムート（Бахмут）
17. ビールィツィケ（Білицьке）
18. ビルヌィーク（Гірник）
19. ビロゼールシケ（Білозерське）
20. ポクロウシク
21. ホルリウカ（Горлівка）
22. マリウポリ
23. マキイフカ
24. リマン

### 都市型集落（町）
1. ザリチネ (クラマトルシク地区)

### 村
1. グラボベ
2. ブハス
3. ボホロディチネ

## 人口
2001年ウクライナ国勢調査によるデータ。
- 総人口：4,841,100人[7]
- 都市人口：4,363,600人（90%）；農村人口：477,500人（10%）[8]
- 性別人口：男性は2,219,900人（46%）；女性は2,621,200人（54%）[9]

| \| 民族構成[10] \| 民族構成[10] \| 民族構成[10] \| 民族構成[10] \| 民族構成[10] \| \| ------------------ \| ------------------ \| ------------ \| ------------------- \| ------------------- \| \| \| \| \| \| \| \| ウクライナ人 \| ウクライナ人 \| \| 2,744,100人 (56.9%) \| 2,744,100人 (56.9%) \| \| ロシア人 \| ロシア人 \| \| 1,844,400人 (38.2%) \| 1,844,400人 (38.2%) \| \| ギリシア人 \| ギリシア人 \| \| 77,500人 (1.6%) \| 77,500人 (1.6%) \| \| ベラルーシ人 \| ベラルーシ人 \| \| 44,500人 (0.9%) \| 44,500人 (0.9%) \| \| タタール人 \| タタール人 \| \| 19,100人 (0.4%) \| 19,100人 (0.4%) \| \| アルメニア人 \| アルメニア人 \| \| 15,700人 (0.3%) \| 15,700人 (0.3%) \| \| ユダヤ人 \| ユダヤ人 \| \| 8,800人 (0.2%) \| 8,800人 (0.2%) \| \| アゼルバイジャン人 \| アゼルバイジャン人 \| \| 8,000人 (0.2%) \| 8,000人 (0.2%) \| |                    |  |                     |                     |
| 民族構成 |                    |  |                     |                     |
| |                    |  |                     |                     |
| ウクライナ人 | ウクライナ人       |  | 2,744,100人 (56.9%) | 2,744,100人 (56.9%) |
| ロシア人 | ロシア人           |  | 1,844,400人 (38.2%) | 1,844,400人 (38.2%) |
| ギリシア人 | ギリシア人         |  | 77,500人 (1.6%)     | 77,500人 (1.6%)     |
| ベラルーシ人 | ベラルーシ人       |  | 44,500人 (0.9%)     | 44,500人 (0.9%)     |
| タタール人 | タタール人         |  | 19,100人 (0.4%)     | 19,100人 (0.4%)     |
| アルメニア人 | アルメニア人       |  | 15,700人 (0.3%)     | 15,700人 (0.3%)     |
| ユダヤ人 | ユダヤ人           |  | 8,800人 (0.2%)      | 8,800人 (0.2%)      |
| アゼルバイジャン人 | アゼルバイジャン人 |  | 8,000人 (0.2%)      | 8,000人 (0.2%)      |

## 観光
ロシア帝国時代・ソ連時代にドニプロペトロウシク州の地域が重工業地帯となっていた関係で、文化的価値を有する場所は少ない。
- 20世紀の大作曲家のひとりプロコフィエフはドネツク州出身であり、彼の名を冠したドネツク・セルゲイ・プロコフィエフ国際空港が2014年にドンバス戦争によって破壊されるまで存在した。
- プレレースネ村博物館

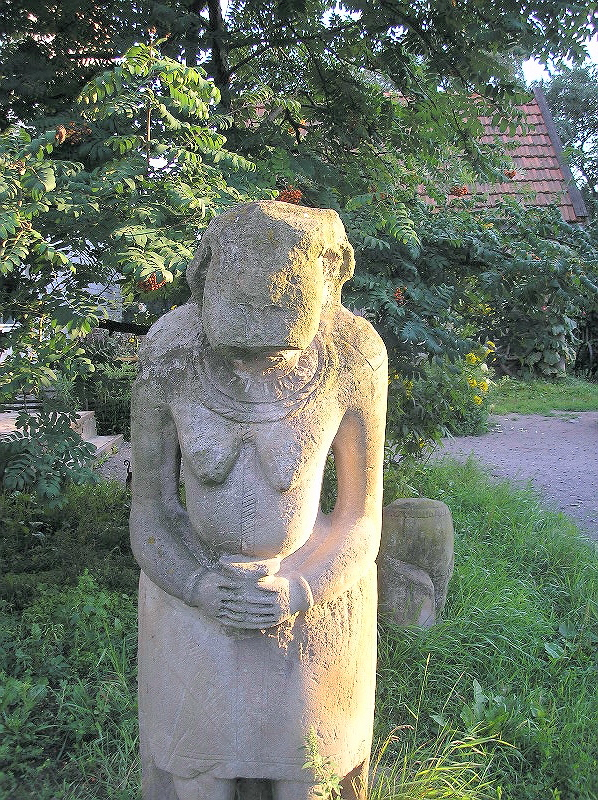
遊牧民の石像。
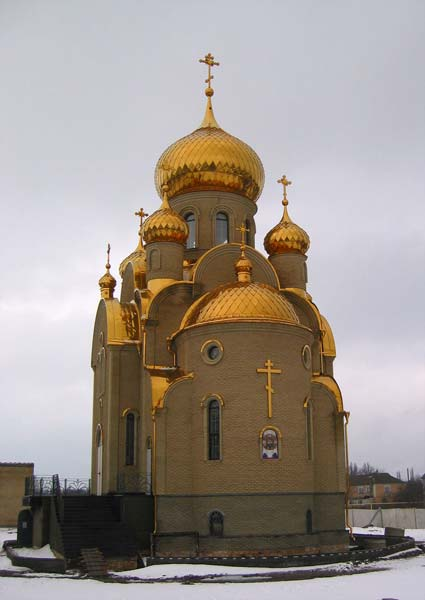
ハルツィジシクのイヴェル聖堂。
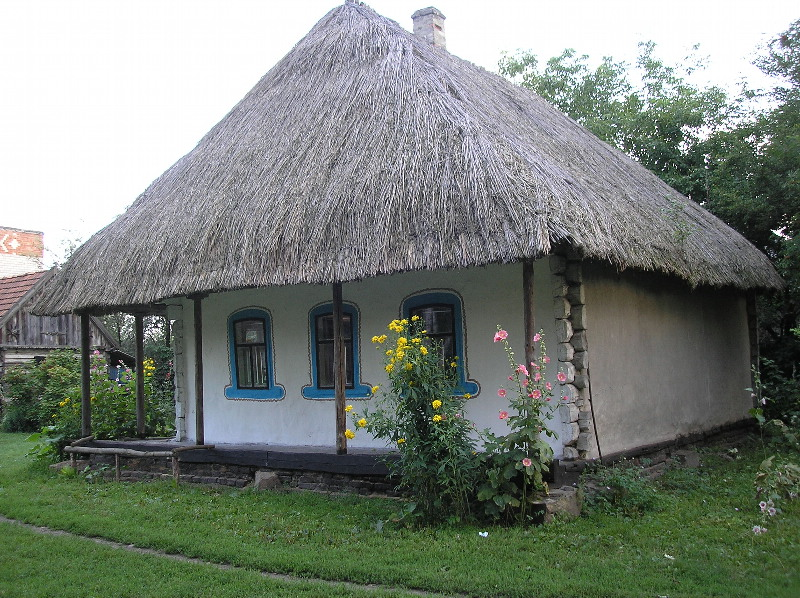
ウクライナの民家。